# 큰둥근잎박쥐
큰둥근잎박쥐(Hipposideros camerunensis)는 잎코박쥐과에 속하는 박쥐의 일종이다. 카메룬과 콩고민주공화국, 케냐에서 발견된다.